# Elpeytonius simulans
Elpeytonius simulans is een muggensoort uit de familie van de steekmuggen (Culicidae). De wetenschappelijke naam van de soort is voor het eerst geldig gepubliceerd in 1911 door Newstead & Carter.